# Bahnstrecke Deerfield Junction–East Deerfield
| Streckenlänge: | 1,67 km              |                                                      |                                                      |
| Spurweite: | 1435 mm (Normalspur) |                                                      |                                                      |
| Zweigleisigkeit: | –                    |                                                      |                                                      |
| |                      |                                                      |                                                      |
| Gesellschaft: | Pan Am Southern      |                                                      |                                                      |
| \| \| \| von Springfield \| \| \| \| \| Deerfield MA \| \| \| \| 0,00 \| nach East Northfield (Deerfield Junction) \| nach East Northfield (Deerfield Junction) \| \| \| \| Industrieanschluss Kiesgrube \| \| \| \| \| Verbindung zur Strecke South Deerfield–Turners Falls \| \| \| \| \| River Road \| \| \| \| \| von Greenfield \| \| \| \| 1,67 \| East Deerfield MA \| East Deerfield MA \| \| \| \| nach Fitchburg \| \| |                      |                                                      |                                                      |
| Strecke |                      | von Springfield                                      | von Springfield                                      |
| Blockstelle |                      | Deerfield MA                                         | Deerfield MA                                         |
| Abzweig geradeaus und nach links | 0,00                 | nach East Northfield (Deerfield Junction)            | nach East Northfield (Deerfield Junction)            |
| Abzweig geradeaus und nach rechts |                      | Industrieanschluss Kiesgrube                         | Industrieanschluss Kiesgrube                         |
| Abzweig geradeaus und ehemals nach links |                      | Verbindung zur Strecke South Deerfield–Turners Falls | Verbindung zur Strecke South Deerfield–Turners Falls |
| Strecke mit Straßenbrücke |                      | River Road                                           | River Road                                           |
| Abzweig geradeaus und von links |                      | von Greenfield                                       | von Greenfield                                       |
| Dienststation / Betriebs- oder Güterbahnhof | 1,67                 | East Deerfield MA                                    | East Deerfield MA                                    |
| Strecke |                      | nach Fitchburg                                       | nach Fitchburg                                       |

Die Bahnstrecke Deerfield Junction–East Deerfield (auch East Deerfield Branch) ist eine Eisenbahnstrecke in Massachusetts (Vereinigte Staaten). Die eingleisige Strecke ist 1,67 Kilometer lang und verbindet die Bahnstrecken Springfield–East Northfield und Fitchburg–Greenfield im Stadtgebiet von Deerfield. Die normalspurige Strecke gehört der Pan Am Southern, die ausschließlich Güterverkehr auf ihr betreibt.

## Geschichte
In Greenfield, nordwestlich von Deerfield, kreuzten sich ab den 1870er Jahren zwei wichtige Hauptstrecken der Boston and Maine Railroad, nämlich die Verbindung New York–Montréal und die Verbindung Boston–Albany. In East Deerfield entstand dabei ein großer Güterbahnhof. Züge auf der Nord-Süd-Strecke aus Richtung New York und Springfield konnten diesen Güterbahnhof jedoch nur über Greenfield erreichen, wo aufgrund der Topographie keine Verbindungskurve gebaut werden konnte, sodass die Züge umsetzen mussten. Am 11. Januar 1906 eröffnete die Boston&Maine daher die Verbindungsstrecke von Deerfield Junction zum Güterbahnhof East Deerfield. Die Strecke diente von Anfang an ausschließlich dem Güterverkehr. Ab 1983 betrieb die Guilford Transportation, die seit 2006 unter dem Namen Pan Am Railways firmiert, die Strecke, nachdem sie die Boston&Maine übernommen hatte. 2009 gründeten die Pan Am Railways und die Norfolk Southern Railway gemeinsam die Pan Am Southern, die die Strecke übernahm und seither betreibt.

## Streckenbeschreibung
Die Strecke zweigt einige Kilometer nördlich des Bahnhofs Deerfield aus der Bahnstrecke Springfield–East Northfield ab und verläuft zunächst in nordöstliche Richtung. Nach wenigen hundert Metern zweigt ein Anschlussgleis ab, das zu einer Kiesgrube südlich der Strecke führt. Hier befand sich auch ein Verbindungsgleis zur parallel entlangführenden, jedoch stillgelegten Bahnstrecke South Deerfield–Turners Falls. Die Strecke führt weiter in einer großzügigen S-Kurve um das Gelände des Kieswerkes herum, überquert auf einer Brücke die River Road und mündet kurz darauf in den Güterbahnhof East Deerfield an der Bahnstrecke Fitchburg–Greenfield ein.